# Alexander Findlay
Alexander Findlay († 10. Mai 1851) war ein britischer Lieutenant Colonel bei dem Royal African Corps und war erster Leutnantgouverneur der britischen Kolonie Gambia in Westafrika.
Als Nachfolger von Alexander Grant führte er ab dem 1. August 1826 die gambische Garnison im West India Regiment an, gleichzeitig fungierte er als Verwalter der Kolonie. Am 12. Dezember 1829 wurde Findlay zum Leutnantgouverneur von Gambia ernannt, dieses Amt behielt er bis zum 23. Februar 1830. Als Nachfolger von Hugh Lumley wurde er am 26. August 1830 Leutnantgouverneur von Sierra Leone, dieses Amt behielt er bis zum 12. Juni 1833, im Dezember 1833 wurde Octavius Temple sein Nachfolger.